# Michail Tomski

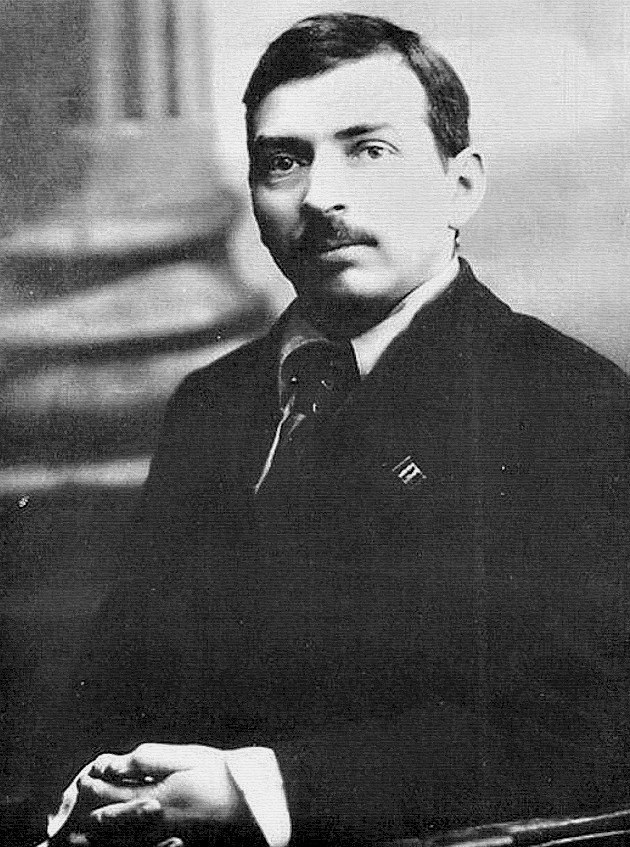
Michail Tomski

Michail Pavlovitsj Tomski (Russisch: Михаил Павлович Томский) (Moskou, 31 oktober 1880 – 23 augustus 1936) was een Sovjet-Russisch politicus en vakbondsman.
Michail Tomski was de zoon van een arbeider. Hij trad in de voetsporen van zijn vader en werd fabrieksarbeider. In 1903 sloot Tomski zich aan bij de bolsjewistische vleugel (bolsjewieken) van de Russische Sociaaldemocratische Arbeiderspartij (RSDAP). Tijdens de revolutie van 1905 werd Tomski lid van de sovjet van Revel en medeoprichter en bestuurder van de Metaalarbeiders Vakbond van Revel. Hij werd spoedig daarna opgepakt en verbannen naar Siberië. Na zijn vrijlating werkte hij als journalist voor diverse bolsjewistische bladen. In mei 1908 belandde hij in de gevangenis, maar kwam na korte tijd vrij. Opnieuw zette hij zich als journalist in voor de revolutionaire zaak.
In 1909 werd hij wegens zijn revolutionaire activiteiten veroordeeld tot vijf jaar dwangarbeid. Na de Oktoberrevolutie van 1917 werd hij vakbondsman binnen de communistische vakbond en woonde hij diverse vakbondscongressen bij. In 1920 werd hij lid van het Centraal Comité van de Russische Communistische Partij en voorzitter van de Rode Internationale van de Vakbonden. In 1922 werd hij lid van het politbureau.
Na de dood van Lenin in 1924 sloot Tomski zich aan bij de Rechtse Oppositie, waar ook Nikolaj Boecharin en Aleksei Rykov lid van waren. Stalin maakte ook korte tijd deel uit van de Rechtse Oppositie. Na de uitschakeling van de Linkse Oppositie maakte Stalin een einde aan de Rechtse Oppositie. In november 1929 werd de trojka (driemanschap) van de Rechtse Oppositie uit het politbureau gezet. Tomski bleef echter wel lid van het Centraal Comité der Partij. 
In 1936, ten tijde van de Moskouse schijnprocessen, werd hij door iemand geïnformeerd dat hij spoedig zou worden opgepakt om te worden berecht. Op 23 augustus 1936 pleegde hij zelfmoord.
- Gemeinsame Normdatei: 123174236
- International Standard Name Identifier: 0000 0001 1491 8873
- Library of Congress Control Number: n87884069
- Nationale Bibliotheek van Letland: 000240300
- Bibliotheek van het Japanse parlement: 00551897
- Nationale Bibliotheek van Tsjechië: skuk0001392
- Nationale Bibliotheek van Israël: 987007275485005171
- Nederlandse Thesaurus van Auteursnamen: 133426564
- Système universitaire de documentation: 11093976X
- Virtual International Authority File: 52590251
- WorldCat: E39PBJthbmPC3R7cDkqMbBkCcP